# Cratostigma singularis
Cratostigma singularis är en sjöpungsart som först beskrevs av Van Name 1912.  Cratostigma singularis ingår i släktet Cratostigma och familjen lädermantlade sjöpungar. Inga underarter finns listade i Catalogue of Life.